# Judy Parfitt
Judy Catherine Claire Parfitt (ur. 7 listopada 1935 w Sheffield) – angielska aktorka filmowa, telewizyjna i teatralna.
Była dwukrotnie nominowana do Nagrody BAFTA: w 1984 r. w kategorii „Najlepsza aktorka telewizyjna” za rolę Mildred Layton w serialu Klejnot w koronie i w 2003 r. w kategorii „Najlepsza aktorka drugoplanowa” za rolę Marii Thins w filmie Dziewczyna z perłą oraz dwukrotnie do Nagrody Satelita w kategorii „Najlepsza aktorka drugoplanowa w serialu, miniserialu lub filmie telewizyjnym”: w 2009 r. za rolę pani Clennam w serialu Mała Dorrit i w 2014 r. ze rolę siostry Moniki Joan w serialu Z pamiętnika położnej.

## Życiorys
Urodziła się w rodzinie Lawrence’a i Catherine (z domu Caulton) Parfittów. Uczęszczała do Notre Dame High School for Girls w Sheffield, następnie w 1953 r. ukończyła Royal Academy of Dramatic Art w Londynie.
Karierę teatralną rozpoczęła w 1954 r., występując w sztuce Fools Rush In Kenneth Horne’a w Amersham Repertory Company. W filmie zadebiutowała w latach 50., zaś w telewizji w 1962 r. w serialu Rewolwer i melonik.
Jej najbardziej znaczące role, to: królowa Gertruda w filmowej adaptacji Hamleta Tony'ego Richardsona (1969), Lady Catherine de Bourgh w serialu telewizyjnym Duma i uprzedzenie (1980), Mildred Layton w serialu Klejnot w koronie (1984, nominacja do nagrody BAFTA), Vera Donovan w ekranizacji książki Stephena Kinga Dolores, Maria Thins w Dziewczynie z perłą (2003, nominacja do nagrody BAFTA), pani van Schuyler w ekranizacji powieści Agathy Christie Śmierć na Nilu (2004), pani Clennam w serialu Mała Dorrit (2008).
Występowała także w amerykańskich programach telewizyjnych, np. jako królowa Lillian „Lily” White, macocha Królewny Śnieżki w serialu The Charmings (1987) czy jako matka dr Elizabeth Corday (Alex Kingston) w serialu Ostry dyżur (2000-2002). 

### Życie prywatne
W 1963 r. poślubiła aktora Tony’ego Steedmana (1927-2001). Mieli syna Davida.

## Filmografia
- Rewolwer i melonik (1962–1968, serial telewizyjny)
- The Archers (1963, serial telewizyjny)
- Zabawa w chowanego (1964)
- David Copperfield (1966, serial telewizyjny)
- Nędznicy (1967, serial telewizyjny)
- Hamlet (1969)
- The Mind of Mr. Soames (1970)
- Alice Through the Looking Glass (1973, film telewizyjny)
- Galileo Galilei (1975)
- Crown Court (1975-1984, serial telewizyjny)
- Jackanory (1976, serial telewizyjny)
- Duma i uprzedzenie (1980)
- A Tale of Two Cities (1980, serial telewizyjny)
- Mistrzowie (1984)
- Klejnot w koronie (1984)
- Łańcuch (1984)
- Mr Pye (1986, serial telewizyjny)
- Maurycy (1987)
- The Charmings (1987, serial telewizyjny)
- Bierz co najlepsze (1989)
- Diamond Skulls (1989)
- The Gravy Train (1990, serial telewizyjny)
- Król Ralph (1991)
- Eye of the Storm (1993, serial telewizyjny)
- Dolores (1995)
- Goodbye My Love (1996)
- Wilde. Historia pisarza (1997)
- Długo i szczęśliwie (1998)
- Morderstwa w Midsomer (1999, 2008, serial telewizyjny)
- Falling Through (2000)
- Ostry dyżur (2000-2002, serial telewizyjny)
- Dziewczyna z perłą (2003)
- Aryjska para (2004)
- Obłąkana miłość (2005)
- Funland (2005, serial telewizyjny)
- Dean Spanley (2008)
- Mała Dorrit (2008, serial telewizyjny)
- W.E. Królewski romans (2011)
- Internat (2011)
- Beautiful Day (2012- , serial telewizyjny)
- Vera (2012, serial telewizyjny)
- Z pamiętnika położnej (2012-2023, serial telewizyjny)
- Hello Carter (2013)
- Up the Women (2013-2015, serial telewizyjny)
- The Game (2014, serial telewizyjny)